# Samsung Galaxy Buds 2 Pro
Samsung Galaxy Buds 2 Pro — внутриканальные Bluetooth наушники, разработанные Samsung Electronics, как часть линейки Samsung Galaxy Buds. Они были анонсированы 10 августа 2022 года во время презентации Galaxy Unpacked вместе с Galaxy Watch 5. 
Наушники являются преемником Galaxy Buds Pro, выпуск которых был прекращён после анонса Buds 2 Pro. Они вышли 26 августа 2022 года по стартовой цене в 229,99 доллара, что на 30 долларов больше, чем у Galaxy Buds Pro первого поколения.

## Особенности
Buds 2 Pro на 15 процентов меньше, чем оригинальные Galaxy Buds Pro, а наушники и футляр теперь имеют матовое покрытие софт тач. Вкладыш весит 5,5 граммов и имеет большее вентиляционное отверстие снаружи. Срок службы батареи составляет пять часов безпрерывного прослушивания с включённым шумоподавлением и восемь с выключенным. Buds 2 Pro имеют уровень водонепроницаемости IPX7.
Buds 2 Pro позволяют передавать 24-битное аудио с частотой 48 кГц по беспроводной сети через Bluetooth. Потоковая передача более высокого качества работает с любым смартфоном Samsung Galaxy под управлением Android 8 и One UI 4.0 и выше.

## Отзывы
Рецензент The Verge написал, что «Galaxy Buds 2 Pro — это лучшие беспроводные наушники Samsung на данный момент. Компания разработала выигрышную формулу качества звука, шумоподавления и комфорта. Они лучше всего работают в экосистеме Samsung, но всё ещё достаточно хороши с другими устройствами на Android. Некоторых разочарует то, что Hi-Fi звук доступен только на собственных телефонах Samsung». Майк Андронтко из CNN назвал «высококачественные» наушники Samsung «отличным компаньоном для ежедневных плейлистов, выдавая приятные басы и чёткие гитары, выделяя множество мелких звуковых деталей, которые [он] не всегда замечал в более дешёвых наушниках». Рецензент сайта CNET отнёс «улучшенный дизайн с более удобной посадкой, отличный звук и хорошее шумоподавление, очень хорошую производительность голосовых вызовов, набор дополнительных функций для владельцев устройств Galaxy, включая виртуальный объёмный звук и голосового помощника Bixby и полную водонепроницаемость» к плюсам устройства, а «дороговизну и отсутствие многоточечного сопряжения Bluetooth» — к минусам.